# Pielęgniczka kongijska
Pielęgniczka kongijska (Nanochromis parilus) – gatunek słodkowodnej ryby z rodziny pielęgnicowatych (Cichlidae). Hodowana w akwariach.

## Opis
Dorastają do ok. 7 cm długości. Różnice pomiędzy płciami nieznaczne, samice z połyskującą płetwą grzbietową.

## Występowanie
Żyje w bystrzach dolnego Kongo, gdzie zamieszkuje miejsca o mniej wartkim prądzie wody.

## Warunki w akwarium
Zalecenia: trzymać parami w akwarium z piaszczystym dnem i licznymi kryjówkami dla samic. Przepływ. Łączyć w większych zbiornikach z innymi prądolubnymi kongijskimi pielęgnicami, np. parą kongolanek (Teleogramma) lub garbaczy (Steatocranus).
| Zalecane warunki w akwarium | Zalecane warunki w akwarium                                              |
| --------------------------- | ------------------------------------------------------------------------ |
| Zbiornik                    | akwarium o wymiarach 80×35×40 cm                                         |
| Temperatura wody            | 24–27 °C                                                                 |
| Typ wody                    | 3–4                                                                      |
| Pokarm                      | podawać wszelkie dostępne rodzaje pokarmu, przede wszystkim larwy owadów |